# Nephelomyias
Nephelomyias – rodzaj ptaków z rodziny tyrankowatych (Tyrannidae).

## Występowanie
Rodzaj obejmuje gatunki występujące w zachodniej i północno-zachodniej części Ameryki Południowej.

## Morfologia
Długość ciała 9,5–14 cm, masa ciała 10–11 g.

## Systematyka

### Nazewnictwo
Nazwa rodzajowa jest połączeniem słów: greckiego νεφελη nephele – „chmura” oraz łacińskiego myias – „muchołówka”.

### Podział systematyczny
Takson wyodrębniony z Myiophobus. Gatunkiem typowym jest Nephelomyias ochraceiventris. Do rodzaju należą następujące gatunki:
- Nephelomyias pulcher (P.L. Sclater, 1861) – tyranówka nadobna
- Nephelomyias lintoni (Meyer de Schauensee, 1951) – tyranówka żółtobrzucha
- Nephelomyias ochraceiventris (Cabanis, 1873) – tyranówka rdzawoszyja